# Óscar Figueroa
Óscar Albeyro Figueroa Mosquera (ur. 27 kwietnia 1983 w Zaragozie) – kolumbijski sztangista, mistrz olimpijski oraz trzykrotny medalista mistrzostw świata.

## Kariera
Pierwszy sukces osiągnął w 2006 roku, kiedy na mistrzostwach świata w Santo Domingo zdobył srebrny medal w wadze piórkowej (do 62 kg). W zawodach tych rozdzielił na podium Chińczyka Qiu Le oraz swego rodaka, Diego Salazara. Na rozgrywanych dwa lata wcześniej igrzyskach olimpijskich w Atenach zajął w tej samej kategorii piąte miejsce, przegrywając walkę o podium z Turkiem Sedatem Artuçem wagą ciała. Podczas igrzysk w Pekinie w 2008 roku z powodu kontuzji ręki spalił wszystkie próbny w rwaniu i ostatecznie nie był klasyfikowany. Kolejny medal zdobył w 2011 roku, zwyciężając na igrzyskach panamerykańskich w Guadalajarze. Rok później zajął drugie miejsce na igrzyskach olimpijskich w Londynie, gdzie wyprzedził go tylko Kim Un-guk z Korei Północnej. Następnie zajął trzecie miejsce podczas mistrzostw świata we Wrocławiu, plasując się za Chińczykiem Chen Lijunem i Kim Un-gukiem. Ponadto zdobywał złote medale na igrzyskach panamerykańskich w Toronto w 2015 r. i igrzyskach olimpijskich w Rio de Janeiro rok później.
Po zdobyciu złotego medalu w Rio de Janeiro ogłosił zakończenie kariery.

## Osiągnięcia
| Rok  | Zawody               | Miasto         | Miejsce | Kategoria | Wynik  |
| ---- | -------------------- | -------------- | ------- | --------- | ------ |
| 2006 | Mistrzostwa świata   | Santo Domingo  | 2       | do 62 kg  | 297 kg |
| 2012 | Igrzyska olimpijskie | Londyn         | 2       | do 62 kg  | 317 kg |
| 2013 | Mistrzostwa świata   | Wrocław        | 3       | do 62 kg  | 316 kg |
| 2016 | Igrzyska olimpijskie | Rio de Janeiro | 1       | do 62 kg  | 318 kg |